# Cercle negre
Cercle negre és un quadre pintat en 1924 (motiu 1915) per l'artista suprematista rus nascut a Kíev Kazimir Malèvitx. Des de mitjan dècada de 1910, Malèvitx va abandonar qualsevol rastre figuratiu o representatiu dels quadres a favor de la pura abstracció.
Aquesta obra mostra un cercle negre monumental i perfecte que flota en un fons blanc i llis. És, juntament amb Quadrat negre de 1915, una de les seves obres suprematistes més famoses, que mostren figure geomètriques pures en colors primaris. La primer versió va ser exhibida el desembre de 1915 a l'exposició anomenada « Última Exposició Futurista de Pintures 0.10 » a la Galeria Dobychina de Sant Petersburg juntament amb 34 de les seves altres obres abstractes. L'exposició va coincidir amb el manifest "Del cubisme al suprematisme", el llançament del moviment artístic radical suprematisme. Malèvitx va descriure el quadre, així com Quadrat negre i Creu negra (ambdues de 1915), en termes espirituals; "noves icones" per a l'estètica de l'art modernm i creia que la seva claredat i senzillesa reflectien la pietat tradicional russa. En aquestes nocions, el seu art i les seves idees ressonarien més tard amb les dels bolxevics. Tanmateix, mentre que les seves obres van tenir una bona rebuda entre els intel·lectuals, no van apel·lar gaire al gran públic i, en conseqüència, Malèvitx va perdre l'aprovació general. Més tard, va ser perseguit per Stalin, que tenia una desconfiança implícita de tot l'art modern.
En el seu manifesto, Malèvitx va descriure els quadres com una "lluita desesperada d'alliberar l'art del llast del món objectiu", centrant-se només en la forma pura. Va intentar pintar obres que fossin enteses per tothom, però que alhora tinguessin un impacte emocional comparable al de les obres religioses. El 1990, el crític de l'art Michael Bresnon va anotar, sobre les obres:
| «                 | La constant en el suprematisme de Malèvitx és el fons blanc. És totalment desinteressat i anònim, però alhora diferent. És una buidor densa, o el complet buit. És atmosfèric, tot i que té poc aire i no suggereix el cel. No recobreix ni estreny els rectangles, les anelles i les línies. És disponible i preparat però no és transparent. No és ni obert ni tancat, sinó les dues coses alhora. Algunes formes blanques hi niuen. La majoria de formes hi són adherides. Res no està atrapat. Tot sembla retingut però lliure. Forma i blanc són diferents però no lluiten mai. | » |
| — Michael Brenson | |   |

El 1924, l'obra, juntament amb Creu negra i Quadrat negre, van penjar en la catorzena edició de la Biennal de Venècia. L'obra de Malèvitx tindria una influència significativa en l'art del segle xx, més espacialment en la fotografia dels anys 20 i els 30 i en el moviment de l'op art dels anys 60.
Quan Malèvitx va morir el 1934, va ser enterrat en un fèretre decorat pel també suprematista rus Nicolai Suetin amb un quadrat negre al cap i un cercle negree als peus.

## Galeria

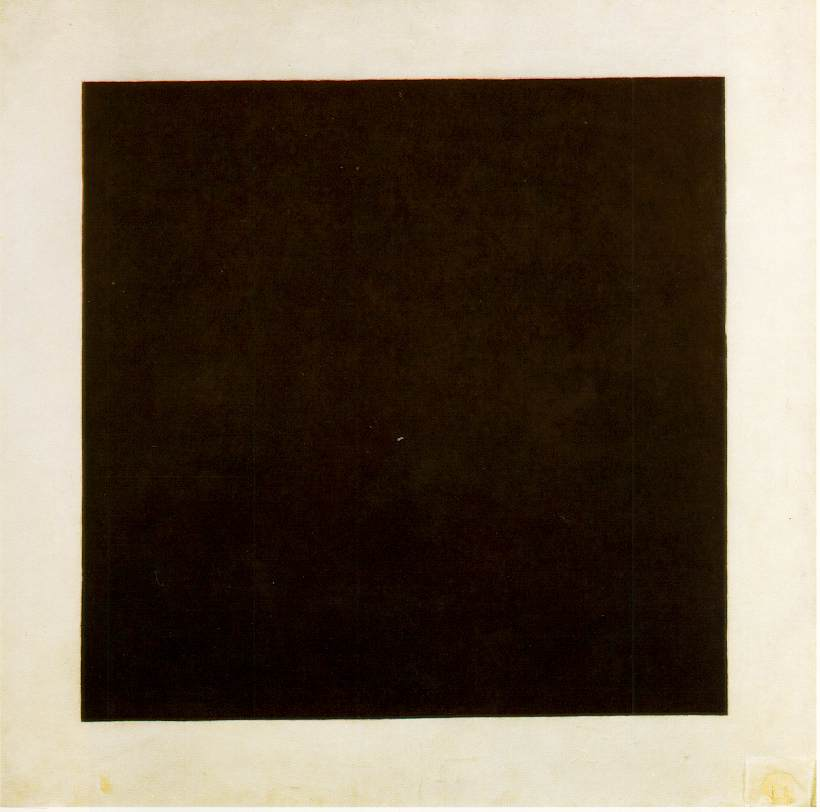
Quadrat negre, ca. 1923, oli sobre lli, Museu Rus, Sant Petersburg
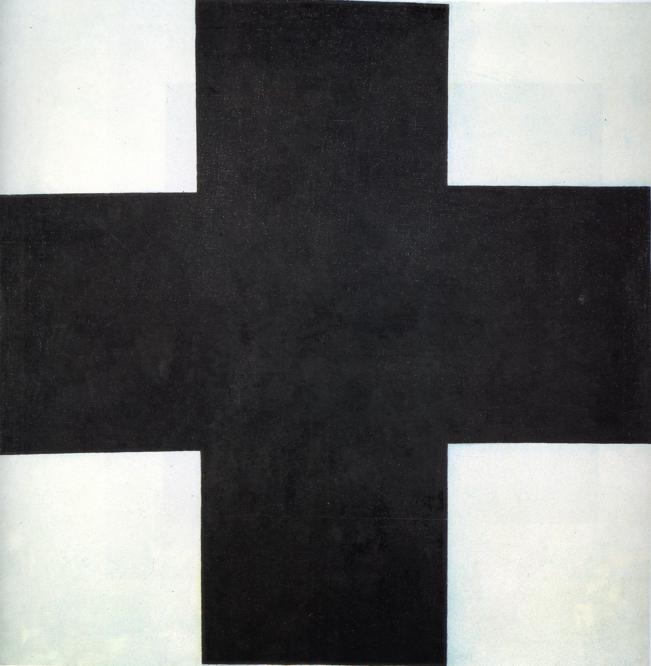
Creu negra, c 1920-23, oli sobre llenç, Museu Rus, Sant Petersburg
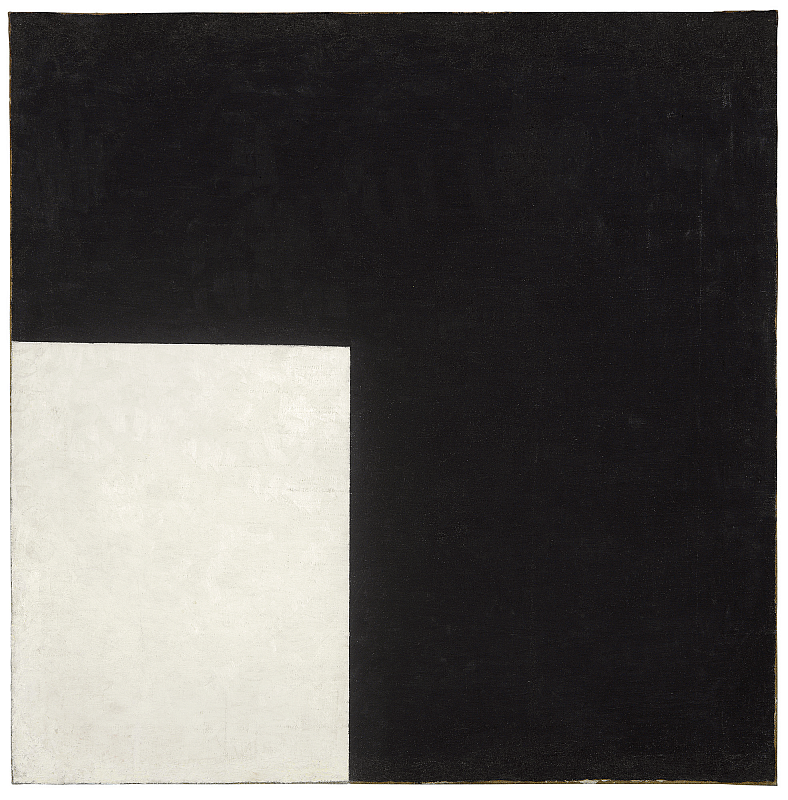
1915, oli sobre llenç, Museu Rus, Saint Petersburg
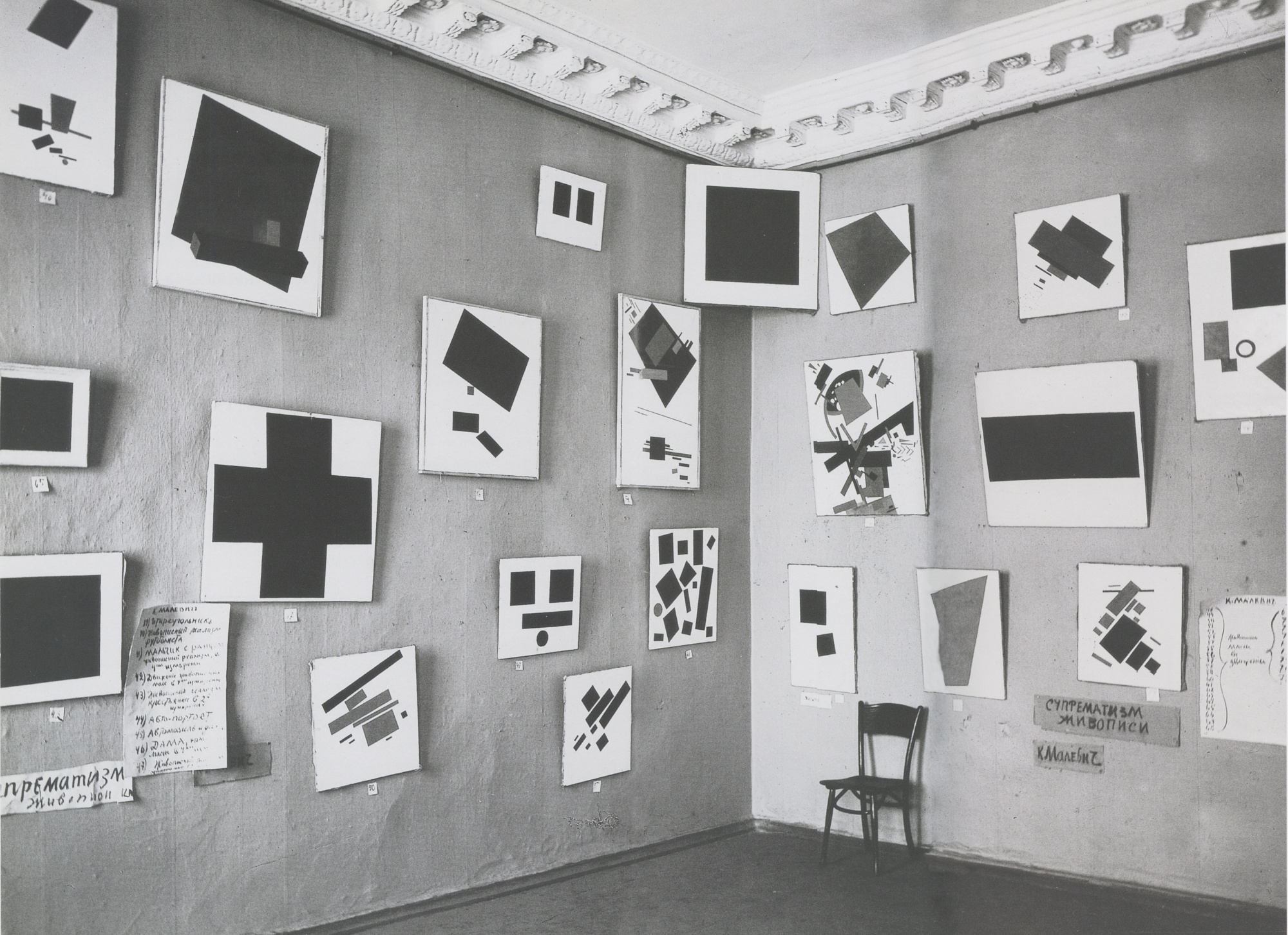
1915, Exposició 0.10 a Sant Petersburg